# سنجاب زمینی برانت
سنجاب زمینی برانت (نام علمی: Spermophilus brevicauda) نام یک گونه از سرده دانه‌دوست‌ها است.